# Paul von Baumeister
Paul Hugo Ferdinand von Baumeister, bis 1871 Paul Baumeister, (* 4. Juli 1821 in Glogau; † 24. Juli 1887 in Bad Reinerz) war ein preußischer Generalmajor.

## Leben

### Herkunft
Er war der Sohn des Oberlandesgerichtsrates Ottomar Baumeister († 1828) und dessen Ehefrau Charlotte, geborene Petschke († 1849).

### Militärkarriere
Nach seiner Erziehung im elterlichen Hause und dem Besuch des Gymnasiums in seiner Heimatstadt trat Baumeister am 11. Juli 1839 als Musketier in das 6. Infanterie-Regiment der Preußischen Armee ein. Dort avancierte er am 29. Dezember 1840 zum Sekondeleutnant. Ab 1. Oktober 1844 war Baumeister auf ein Jahr zum 5. kombinierten Reservebataillon sowie von April bis Mitte Oktober 1852 zum Lehr-Infanterie Bataillon kommandiert. Als Premierleutnant war Baumeister ab 11. April 1853 Kompanieführer beim I. Bataillon des 6. Landwehr-Regiments in Görlitz. In dieser Eigenschaft am 8. Juli 1858 zum Hauptmann befördert, wurde er am 1. Juli 1860 Kompaniechef in seinem Stammregiment. Unter Beförderung zum Major folgte am 11. Januar 1866 seine Versetzung in das 1. Schlesische Grenadier-Regiment Nr. 10. Dort erhielt Baumeister am 18. April 1866 das Kommando über das II. Bataillon, dass er im selben Jahr während des Krieges gegen Österreich in der Schlacht bei Königgrätz befehligte. Seinem Bataillon gelang es in dieser Schlacht 14 Geschütze zu erobern sowie eine Vielzahl an Gefangenen zu machen. Dafür erhielt Baumeister nach dem Friedensschluss am 20. September 1866 den Orden Pour le Mérite.
Baumeister wurde am 18. Juni 1869 Oberstleutnant und nahm als solcher 1870 an Krieg gegen Frankreich teil. Er kämpfte im Gefecht bei Chevilly sowie bei der Belagerung von Paris und fungierte vom 15. November 1870 bis zum 23. Juni 1871 als Regimentsführer. Ausgezeichnet mit beiden Klassen des Eisernen Kreuzes wurde Baumeister nach dem Krieg und dem siegreichen Einzug der Truppen in Berlin am 16. Juni 1871 durch König Wilhelm I. „wegen der vor dem Feinde bewiesenen Tapferkeit“ in den erblichen preußischen Adelsstand erhoben.
Am 20. Juli 1871 wurde Baumeister zum Kommandeur des 3. Hannoverschen Infanterie-Regiments Nr. 79 in Hildesheim ernannt und in dieser Stellung am 18. August 1871 zum Oberst befördert. Für seine Leistungen in der Truppenführung erhielt er am 19. September 1874 den Roten Adlerorden III. Klasse mit Schleife. Am 18. Mai 1876 wurde Baumeister unter Verleihung des Charakters als Generalmajor mit der gesetzlichen Pension zur Disposition gestellt.
Er starb an einem Hirnschlag.

### Familie
Baumeister hatte sich am 25. September 1856 in Gontkowitz mit Marie Emilie von Heydebrand und der Lasa, geschiedene Gräfin von Wartensleben (1821–1873) verheiratet. Sie war die Tochter des Generalmajors Heinrich von Heydebrand und der Lasa. Nach ihrem Tod ehelichte er am 30. Oktober 1879 in Breslau Jeanette Auguste Helene Elli Freiin von Nostitz-Jänkendorf (1858–1918). Die Ehen blieben kinderlos.